# Saint-Aubin-sur-Aire
Saint-Aubin-sur-Aire település Franciaországban, Meuse megyében. Lakosainak száma 177 fő (2022. január 1.). Saint-Aubin-sur-Aire Chonville-Malaumont, Erneville-aux-Bois, Chanteraine, Nançois-le-Grand és Saulvaux községekkel határos.

## Népesség
A település népessége az elmúlt években az alábbi módon változott:
| Lakosok száma | 189  | 160  | 150  | 168  | 172  | 171  | 171  | 166  | 169  | 177  |
|               | 1968 | 1982 | 1990 | 2006 | 2013 | 2015 | 2017 | 2019 | 2020 | 2022 |